# Felix Horetzky
Felix Horetzky (eigentlich Klemens Jan Feliks Horecki, auch Janowski oder Yanowski; * 1. Januar 1796 in Horyszów Ruski, Woiwodschaft Lublin; † 6. Oktober 1870 in Edinburgh)  war ein polnischer Gitarrist, Gitarrenlehrer und Komponist. Er gilt mit Jan Nepomucen Bobrowicz, Stanisław Szczepanowski und Marek Sokołowski als einer der bedeutenden Gitarristen Polens des 19. Jahrhunderts, verbrachte seine aktive Karriere aber außerhalb seines Heimatlandes.

## Leben
Feliks wurde als Sohn des Landbesitzers Dionizy Horecki und seiner Ehefrau Wiktoria, geborene Słupecka, in Horyszów Ruski in der Nähe von Hrubieszów geboren. Über seine Biografie sind sehr unterschiedliche Versionen im Umlauf.
Nach einer Tätigkeit im polnischen Finanzministerium zog Horetzky 1818 nach Österreich, um in Wien Unterricht bei Mauro Giuliani zu nehmen. Er gab Solokonzerte, musizierte mit Giuliani und Anton Diabelli und gab Unterricht am kaiserlichen Hof. Ab 1823 lebte er in Frankfurt und gab Konzerte in Deutschland und Belgien. Der Korrespondent der Zeitschrift Didaskalia (einer Beilage des Frankfurter Journal) schreibt über Horetzky, er sei „unläugbar neben seinem Lehrer, dem großen Giuliani in Wien, der größte Meister des Guitarrespiels in Deutschland.“
Über Paris zog er 1827 nach London, wo er unterrichtete und Konzerte gab. Die Sunday Times kommentierte am 23. August 1829, dass Horetzky, gemeinsam mit Ferdinand Pelzer, der „beste Gitarrist Londons“ sei. Vermutlich war Horetzky, gemeinsam mit Leonhard Schulz und Ferdinand Pelzer, einer der Herausgeber der Zeitschrift The Giulianiad, die von 1833 bis 1835 in London erschien.
Ab 1838 lebte Horetzky in Edinburgh und änderte seinen Namen in Janowski oder Yanowski. Bone berichtet, dass ihn noch gelegentliche Konzertreisen nach London führten, wo er sowohl solo als auch im Duett mit Leonhard Schulz konzertierte. Horetzky starb 1870 in Edinburgh. Zu seinen Schülern gehörte Stanisław Szczepanowski.
Horetzkys Charakter war nicht überall beliebt. So verabschiedete ihn die Didaskalia, die ihn einige Monate vorher noch hoch gelobt hatte, in beinahe hämischer Form aus Frankfurt. Sein Zeitgenosse Jan Bartkowski beschreibt ihn als egoistisch, ungesellig und missgünstig. Über die Londoner Jahre berichtet Bartkowski, dass Horetzky sich mit einer Gruppe Deutscher angefreundet habe und der Trunksucht anheimgefallen sei. Bei einem Gelage habe er sich am Finger der rechten Hand verletzt, so dass er eine Zeitlang nicht konzertieren konnte.

## Werke
In der Literatur werden rund 150 Werke genannt. Coldwell listet 73 Werke, darunter allerdings einige Sammlungen von sechs, zwölf oder mehr Stücken in einem Werk, so dass eine Gesamtzahl von rund 150 Stücken plausibel erscheint.

## Aufnahmen
Karl Michelson: Amusemens. 2021 (enthält Op. 18 No. 1–12)